# 2-Metilfenetilamin
2-Metilfenetilamin (2MPEA) je organsko jedinjenje sa hemijskom formulom C9H13N. 2MPEA je ljudski agonist TAAR1 receptora. To svojstvo isto tako imaju njegovi monometilisani fenetilaminski izomeri, kao što su amfetamin (α-metilfenetilamin), β-metilfenetilamin, i N-metilfenetilamin (trag amini).
Veoma malo podataka je dostupno o uticaju ovog jedinjenja na ljude.